# Сквер на площі 700-річчя міста
Сквер на пло́щі 700-рі́ччя мі́ста — парк-пам'ятка садово-паркового мистецтва місцевого значення в Україні. Об'єкт розташований у місті Черкаси, на стику бульвара Тараса Шевченка та вулиці Сінної (Площа 700-річчя Черкас). 
Площа 0,57 га. Статус отриманий згідно з рішенням обласної ради від 25.06.2015 року № 41-9/VI. Перебуває у віданні Черкаської міської ради. 
Статус надано для збереження скверу із зеленими насадженнями з унікальним плануванням та вдалим розташуванням між житловими будинками. Місце відпочинку та прогулянок жителів та гостей міста.